# Enrico Ittar
Enrico Giacinto Salvatore Ittar (Catania, 1773 – 1850) è stato un incisore e architetto italiano, figlio del più famoso Stefano Ittar e fratello di Sebastiano Ittar.
Nonostante sia nato a Catania, è noto generalmente come architetto polacco di origine maltese, perché si trasferì nel 1785, ancora adolescente, nell'isola di Malta al seguito del padre e, alla morte di questo, dopo un periodo di studio a Roma, andò in Polonia, luogo di origine della famiglia Ittar, svolgendo lì la propria attività professionale. Nel 1808 fu insegnante di disegno e architettura a Zamość.
Fra le opere di Enrico Ittar si segnalano: l'ippodromo e alcune altre realizzazioni presso Arkadia, un parco paesaggistico in stile inglese in Polonia, tra Łowicz e Nieborów; il Tempio della Sibilla (Świątyni Sybilli) a Puławy. L'ultima opera di Ittar conosciuta e registrata nella Wołyń (Volinia, Volhynia) è il progetto del ponte levatoio in stile gotico presso il castello Młodecki di Warkowicze (Varkovychi).
Il figlio Alessandro ebbe una certa fama come pittore.